# 7220 Філніколсон
7220 Філніколсон (7220 Philnicholson) — астероїд головного поясу, відкритий 30 серпня 1981 року.
Тіссеранів параметр щодо Юпітера — 3,483.